# Zack et Cody, le film
Pour plus de détails, voir Fiche technique et Distribution.
Zack et Cody, le film (The Suite Life Movie) est un téléfilm américain de la collection des Disney Channel Original Movie réalisé par Sean McNamara diffusé le 25 mars 2011 sur Disney Channel et en France le 21 septembre 2011. Le tournage a débuté le 27 septembre 2010 à Vancouver et s'est achevé le 1er novembre,,.
Il s'agit d'une adaptation de la série télévisée La Vie de palace de Zack et Cody et de son spin-off La Vie de croisière de Zack et Cody. Le film est un Disney Channel Original Movie. Il a été diffusé en avant-première le 21 septembre 2011 à 18h10

## Synopsis
Cody et Zack Martin ont l'occasion de participer au prestigieux « Projet Gémeau » mené par un centre high-tech qui étudie les dynamiques entre jumeaux. Ils découvriront bientôt qu'ils sont eux-mêmes connectés comme ils ne l'ont jamais été. Lorsqu'un des deux a une sensation, une pensée ou un pressentiment, l'autre le ressent aussi comme tomber amoureux de la même fille. Mais ce nouveau pouvoir les mettra en danger plus qu'ils ne le pensent.

## Fiche technique
- Réalisateur : Sean McNamara
- Scénario : Michael Saltzman et Robert Horn
- Musique : John Van Tongeren
- Montage : John Gilbert
- Architecte-Décorateur : Sandy Cochrane
- Directeur de la photographie : Attila Szalay
- Production : Pamela Eells O'Connell, Irene Dreayer et Jessica Rhoades
- Société de distribution : Disney Channel
- Langue : Anglais

## Distribution
- Dylan Sprouse (VF : Gwenaël Sommier) : Zack Martin
- Cole Sprouse (VF : Gwenaël Sommier) : Cody Martin
- Brenda Song (VF : Nathalie Bienaimé) : London Tipton
- Debby Ryan (VF : Manon Azem) : Bailey Pickett
- Phill Lewis (VF : Laurent Morteau) : Mario Moseby
- Matthew Timmons (VF : Arthur Pestel) : Woody Fink
- John Ducey (VFB : Mathieu Moreau) : Dr Donald Spaulding
- Matthew Glave (VF : Damien Boisseau puis Mathieu Moreau) : Dr Ronald Olsen
- Kara Pacitto (VF : Lutèce Ragueneau) : Kellie Smith
- Katelyn Pacitto (VF : Lutèce Ragueneau) : Nellie Smith
- Steven Gold : Steven Meldy

- Version française
  - Société de doublage : Dubbing Brothers France et Belgique
  - Direction artistique : Magali Barney (France) et Véronique Fyon (Belgique)
  - Adaptation des dialogues : Michel Berdah

## Autour du film
Le tournage du film a débuté le 27 septembre 2010 à Vancouver et s'est poursuivi jusqu'au 1er novembre.